# Msiri

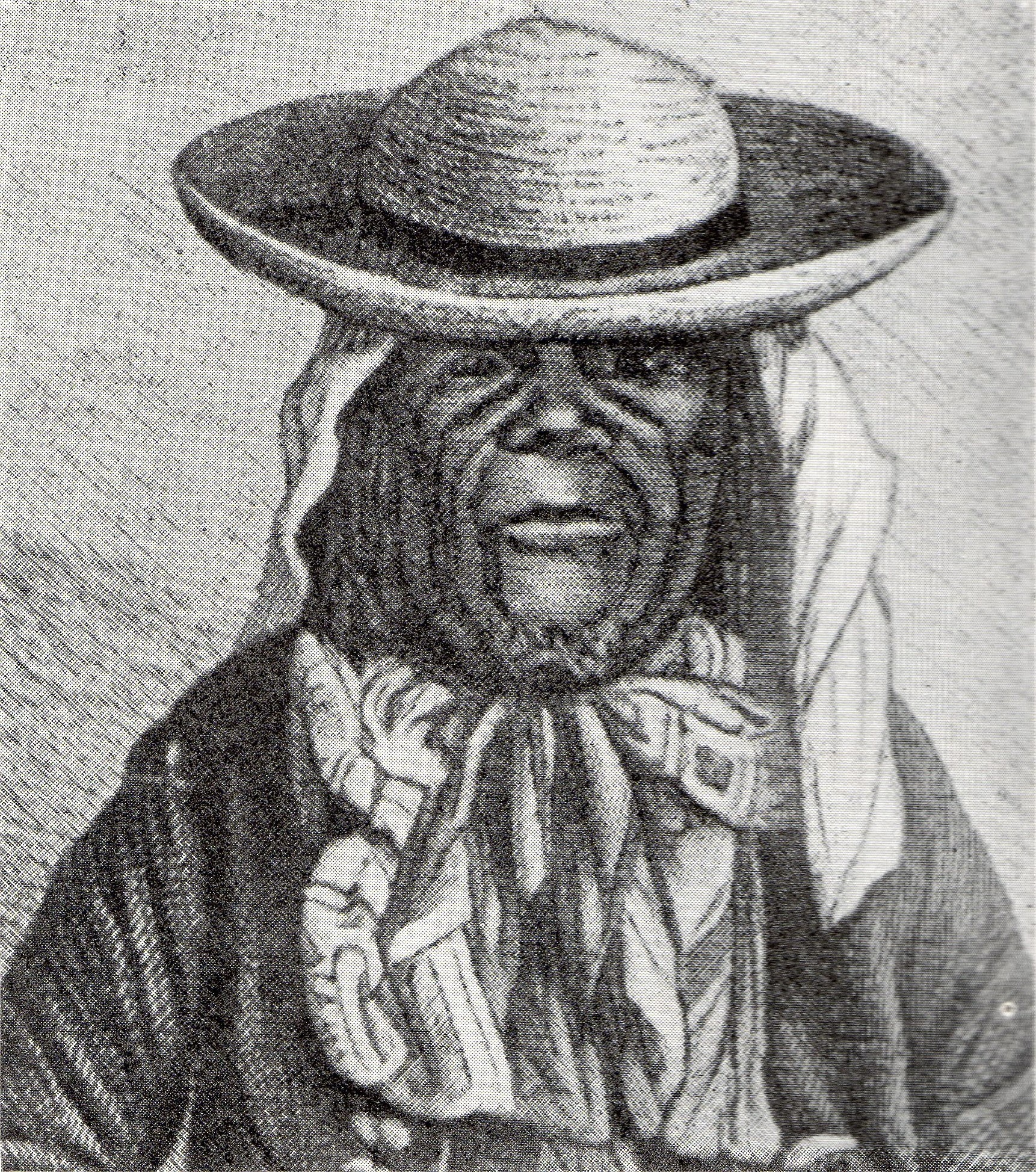
Msiri afgebeeld in een boek uit 1886.

Mwenda Msiri Ngelengwa Shitambi (circa. 1830 - 20 december 1891) stichtte en regeerde het Yeke-koninkrijk (ook wel het Garanganze of Garenganze-koninkrijk genoemd) in het zuidoosten van Katanga (nu in Congo-Kinshasa ) van ongeveer 1856 tot 1891. Zijn naam wordt soms gespeld als 'M 'Siri' in artikelen in het Frans. Andere varianten zijn "Mziri", "Msidi" en "Mushidi"; en zijn volledige naam was Mwenda Msiri Ngelengwa Shitambi.

## De oorsprong van Msiri en machtbron

### Van Tabora tot Katanga
Msiri was een Nyamwezi (ook bekend als "Yeke" of "Bayeke") uit Tabora in Tanzania en een handelaar, net als zijn vader Kalasa, betrokken bij de koper-, ivoor- en slavenhandel die werd gecontroleerd door de sultan van Zanzibar en zijn Arabische en Swahili-agenten. De belangrijkste handelsroute ging naar Ujiji aan het Tanganyikameer en vervolgens naar het Mwerumeer en Katanga.

### Militaire kracht
Msiri besefte dat toegang tot wapens de sleutel tot macht was en in Katanga had hij koper- en ivoorbronnen om voor hen te handelen. Hij vormde een militie en begon zijn buren te veroveren. Hij trouwde ook in de koninklijke familie van Luba en begon zijn techniek om vrouwen als spionnen te gebruiken.
Hij was afhankelijk van de oostkusthandel voor zijn kanonnen en buskruit, die het grondgebied van zijn rivalen passeerde, waardoor voorraden duur en onbetrouwbaar werden. In plaats daarvan keerde hij zich naar de westkust en stuurde zijn neef Molenga naar de Ovimbundu en Portugese handelaren rond Benguela in Angola, en een handelaar daar genaamd Coimbra werd zijn leverancier. Het Luba-volk in zijn noordwesten beheerste westkusthandel maar Msiri nam het over en stopte hun uitbreiding naar het zuiden.
Msiri had nu de macht en invloed om allianties te vormen als een gelijke met krijgsheren zoals Tippo Tip, die de Oost-Congo bestuurde vanaf het Tanganyika-meer tot wat nu Oeganda is in het noordoosten, en de Nyamwezi-leider Mirambo die de landroute tussen het Tanganyikameer en de kust, en hij probeerde ze na te bootsen. Msiri bereikte, wat andere stammen en de Portugezen zonder succes hadden geprobeerd, namelijk handel over het continent, met beide kusten tot stand te brengen.
Tegen de tijd van het bezoek van David Livingstone aan Mwata Kazembe VIII in 1867, had Msiri de controle over het grootste deel van het grondgebied van Mwata en de handel aan de westelijke oever van de Luapularivier. Tippo Tip wilde wraak op Kazembe voor het doden van zes van zijn mannen en vormde een alliantie met Msiri om Mwata Kazembe aan te vallen en te doden in 1870 en Msiri beïnvloedde vervolgens de benoeming van zijn opvolgers. Msiri's controle over Zuidoost-Katanga en zijn kopermiddelen werd geconsolideerd.

### Msiri-strategie

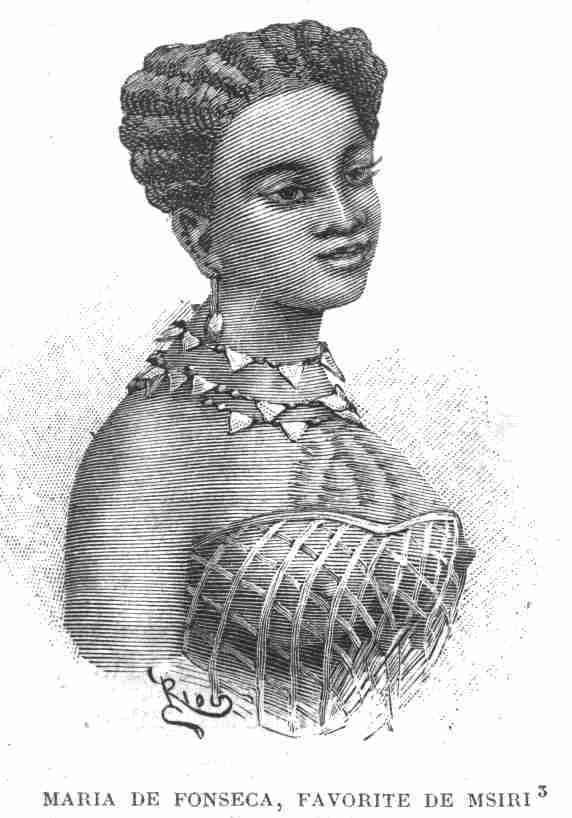
Msiri's favoriete vrouw, de Portugees-Angolese Maria de Fonseca, die een gruwelijke dood stierf door de hand van de geadopteerde zoon en opvolger van Msiri.

In een regio en tijdperk gedomineerd door gewapende handelaren, was Msiri zeer succesvol. Zijn controle over de handelsroutes tussen de Atlantische Oceaan en de Indische Oceaan vergde meedogenloosheid en wapens (en over zijn buren had Msiri wat in het westen 'superieure militaire technologie' zou worden genoemd). Maar het vergde ook een strategisch oog en de bedrog en overtuiging die nodig waren om allianties te vormen met honderden andere stammen, heersers en handelaren. Hij deed dit via zijn vrouwen, meer dan 500 in aantal. Hij nam een vrouw uit het dorp van elke ondergeschikte opperhoofd, waardoor de opperhoofd dacht dat dit hem een pleitbezorger aan het hof van Msiri gaf, maar in de plaats diende de vrouw het opperhoofd te bespioneren en om informatie te verkrijgen over zijn transacties en loyaliteit. De vrouw werd ook gebruikt als gijzelaar in geval van een rebellie door die chef.
Msiri sloot ook allianties met andere krachtige handelspartners door huwelijk. Zijn favoriete vrouw zou Maria de Fonseca zijn, de zus van zijn Portugees-Angolese handelspartner Coimbra. Msiri huwde een van zijn eigen dochters uit met Tippo Tip.
In 1884, om wat advies te vragen over hoe om te gaan met de naderende Europese koloniale machten, nodigde hij een Schotse zendeling, Frederick Stanley Arnot, die hij had gehoord in Angola, uit om naar zijn hoofdstad te komen in Bunkeya, 180 km ten westen van de Luapularivier. In 1886 arriveerde Arnot en hij was de eerste blanke die zich in Katanga vestigde. Na drie jaar ging hij terug naar Groot-Brittannië om meer zendelingen te rekruteren, waaronder Charles Swan en Dan Crawford.
Daarom besloten de eerste zendelingen in Katanga niet om daar op eigen initiatief naartoe te gaan. De strategie van Msiri werkte: het advies van de zendelingen verhinderde dat hij werd meegenomen door de eerste Britse en Belgische expedities (zie hieronder). Het is ook mogelijk dat Msiri het idee had om de zendelingen gegijzeld te houden in geval van een oorlog met de Europeanen, net zoals hij de vrouwen van onderworpen stammen gijzelde.

## Het gevecht om Katanga en de dood van Msiri

### Britse expedities (Sharpe en Thomson), 1890
De Britse Zuid-Afrikaanse onderneming (BSAC) van Cecil Rhodes en de Association internationale africaine (AIA) van koning Leopold II van België wilden beiden overeenkomsten sluiten met Msiri om hun koloniale ambities te vervullen en streden om dit te doen. Enkele ondergeschikte leiders en handelsconcurrenten van Msiri maakten van de gelegenheid gebruik om nieuwe machten in de regio aan te trekken om tegen zijn autoriteit te rebelleren. In november 1890 arriveerde Alfred Sharpe in Bunkeya vanuit Nyasaland namens de BSAC en de Britse commissaris in Centraal-Afrika / Nyasaland, Harry Johnston, met een concessie voor minerale rechten en een Brits protectoraatverdrag ter ondertekening. De ontdekkingsreiziger Joseph Thomson werd door de BSAC gestuurd om Sharpe's missie in Bunkeya te ontmoeten en te versterken, maar de route werd geblokkeerd door een pokkenepidemie en het kon niet doorgaan.
Arnot was nog in Groot-Brittannië, maar Charles Swan en Dan Crawford waren aanwezig. Msiri en zijn ambtenaren konden geen Engels lezen en Sharpe beschreef de overeenkomst gunstig, maar Arnot had Msiri geadviseerd om verdragen te laten vertalen en Swan gaf nu hetzelfde advies. Hierom werden de zendelingen later bekritiseerd door de Britten, omdat toen de echte inhoud van het verdrag werd onthuld Msiri woedend werd en hij Sharpe met lege handen wegstuurde. Sharpe was ervan overtuigd dat Msiri zijn soevereiniteit niet aan enige andere macht zou afstaan, en hij adviseerde Johnston te wachten tot hij 'uit de weg' was.

### Belgische expedities (Le Marinel en Delcommune), 1891
Op 18 april 1891 stuurde Leopold een expeditie van ongeveer 350 mannen onder leiding van Paul Le Marinel. Hij verkreeg een korte brief ondertekend door Msiri en gezien door Swan (en waarschijnlijk opgesteld door hem), dat Msiri CVS-agenten op zijn grondgebied zou accepteren. Het vermeldde niet dat de vrijstaat-vlag werd gehesen, noch dat Leopolds soevereiniteit werd erkend, en het gebrek aan precisie was waarschijnlijk ontworpen om Leopold op afstand te houden, dus een paar maanden later volgde de Delcommune Expedition om te proberen die doelstellingen te bereiken, maar opnieuw weigerde Msiri. In de verwachting dat de BSAC het opnieuw zou proberen met Thomson, besloot Leopold om krachtiger actie te ondernemen met zijn derde expeditie van 1891.

### De Stairs-expeditie en het doden van Msiri
Op 14 december 1891 arriveerde de gewapende Stairs-expeditie van de Onafhankelijke Congostaat in Bunkeya met 400 troepen en dragers, geleid door de in Canada geboren Britse huurling, kapitein William Stairs, in opdracht van Leopold om de vrijstaatvlag te hijsen en indien nodig met geweld Katanga op te eisen. Onderhandelingen begonnen en Msiri gaf aan dat hij misschien akkoord zou gaan met een verdrag als het buskruit werd geleverd.
Volgens de arts Joseph Moloney en derde officier Christian de Bonchamps van de expeditie reageerde Msiri met een patstelling op het ultimatum en op Stairs vrijstaat-vlag hijsen zonder zijn toestemming, door in de nacht naar het versterkt dorp in Munema aan de rand te vertrekken van Bunkeya te trekken. De volgende dag, 20 december 1891, stuurde Stairs zijn tweede bevelvoerder, Belgische luitenant Omer Bodson met de Bonchamps en 100 askaris om Msiri te arresteren. Ondanks de bezorgdheid van Bonchamps over het gevaar, ging Bodson Munema binnen met een dozijn mannen en confronteerde Msiri voor ongeveer 300 van zijn krijgers. Msiri zei niets maar begon in woede het zwaard te trekken dat een geschenk van Stairs was geweest. Bodson trok zijn revolver, schoot Msiri driemaal neer en doodde hem. Een gevecht brak uit en Bodson werd neergeschoten en dodelijk gewond door een van de mannen van Msiri waardoor hij vervolgens ook stierf.
De mondelinge geschiedenis van de Garanganze-bevolking bevat enkele tegenstrijdigheden over het incident. In één verhaal spaarde Msiri Bodson van de dood en werd neergeschoten door andere leden van de expeditie.

### Het lot van Msiri
In een artikel gepubliceerd in Parijs in 1892, onthulde de Bonchamps dat de expeditie, nadat hij het lichaam van Msiri naar hun kamp had teruggebracht, zijn hoofd had afgehakt en het op een paal had gehesen als een 'barbaarse les' naar de Garanganze. Het boek van Moloney zwijgt over het onderwerp. Dan Crawford was op een Belgische buitenpost op 40 km afstand en vertrouwende op een Garanganze-rapport, hij schreef dat na het neerschieten van Msiri, Bodson zijn hoofd afhakte en riep: "Ik heb een tijger gedood! Leve de Koning!".
De mondelinge geschiedenis van Garanganze zegt dat het lichaam dat door Stairs naar hen was teruggebracht zonder hoofd was begraven, en dat de expeditie het hoofd hield. Een bron beweerde dat het iedereen vervloekte en vermoordde die het droeg en uiteindelijk omvatte dit ook Stairs zelf die zes maanden later stierf aan malaria op de terugreis en er werd beweerd dat hij Msiri's hoofd in een blik kerosine bij zich had. De geschiedenis van de opvolgers van Msiri zegt dat het hoofd werd begraven onder een stenen heuvel in Zambia, maar het zegt ook dat de opvolger van Msiri 'alle Europeanen tijdens de expeditie heeft gevangen en gedood'.

### Katanga na Msiri
Askaris van de expeditie vermoordde die dag veel mensen van Msiri in Munema, en de bevolking verspreidde zich. Op voorwaarde dat hij het vrijstaatverdrag ondertekende installeerde Stairs Msiri's geadopteerde zoon als chef in zijn plaats, maar van een veel kleiner gebied, en herstelde de Wasanga-stamhoofden die Msiri 30 jaar eerder had omvergeworpen. De Stairs-expeditie vertrok na zeven weken toen een andere vrijstaat expeditie (de Bia-expeditie ) vanuit het noorden arriveerde. Het was te klein om effectieve controle te behouden en verhuisde naar Oost-Katanga. Verlaten zonder vrijstaattroepen om de vrede, wanorde en instabiliteit enige tijd in het vacuüm te houden dat Msiri enige tijd had achtergelaten vochten de stamhoofden onderling. Dan Crawford verhuisde naar Lake Mweru en zette een missiepost op waar veel Garanganze naartoe gingen om aan de strijd te ontsnappen.
De Britten accepteerden het bezit van de Kongo-Vrijstaat van Katanga (het bestuur waarvan Leopold bij de Compagnie du Katanga was gevestigd) en een Anglo-Belgische overeenkomst werd ondertekend in 1894. De slavenhandel van het zuidoosten van Katanga naar het Tanganyikameer daalde, hoewel in Congo de slavernij van de Vrijstaat zoals beoefend door de agenten van koning Leopold II pas eindigde nadat het land werd overgenomen door de Belgische staat in 1908. Sommige van de Garanganze bevolking keerden terug naar Bunkeya om vervolgens de Garanganze-stamhoofdenstelsel verder te zetten. De stammenspanningen van destijds leven nog steeds tot op de dag van vandaag.

### Wrede straffen

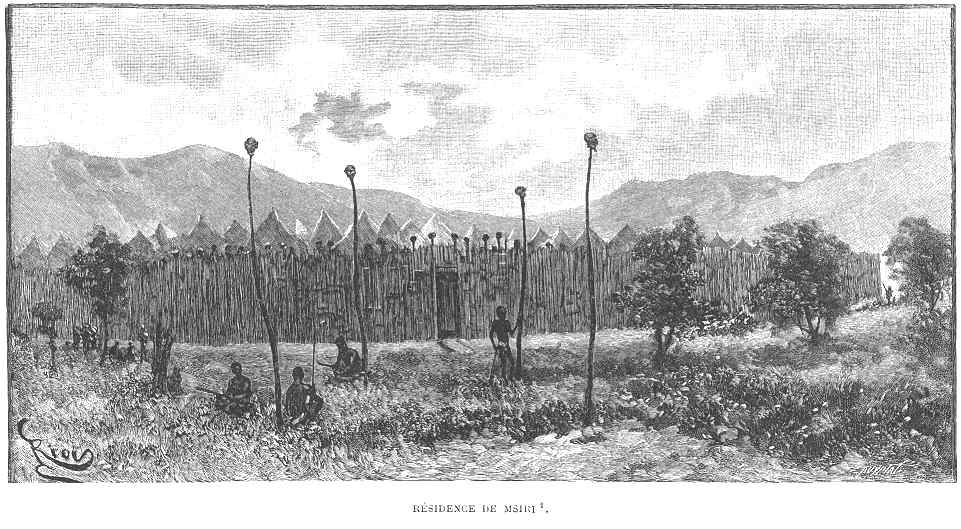
Boma van Msiri in Bunkeya. De objecten boven op de vier palen, waaronder enkele van de krijgers van Msiri zijn verzameld, zijn hoofden van zijn vijanden. Meer schedels staan op de stokken die de afscherming vormen.

Men zegt dat Msiri zijn vijanden en andere onverlaten straft door verminking (oren afsnijden), begraven tot aan de nek en achtergelaten om te verhongeren, of opgesloten worden in een hut om opgegeten te worden door een roedel hongerige honden. Executie door onthoofding werd zeker uitgevoerd, getuige de hoofden op palen. Ironisch genoeg heeft de Stairs-expeditie Msiri hetzelfde behandeld (en tijdens het regime de vrijstaat hingen hoofden en lichamen van dorpelingen aan hekken als een waarschuwing voor anderen over wat er gebeurde met degenen die hun rubberquotum niet hadden bereikt).
De hoofdstad Bunkeya en de omliggende dorpen van Msiri hadden een bevolking geschat op 60.000-80.000 in 1891. Een jaar na de dood van Msiri was het 10.000 - 20.000. In dat deel van Afrika verspreiden mensen zich in de bush wanneer ze worden bedreigd.

### Arnot's beschrijving van Msiri
Van de eigentijdse geschreven verslagen van Msiri waren ze allemaal door of gebaseerd op rekeningen van mensen die betaald werden door Leopold of de BSAC, de enige uitzondering waren Arnot en zijn missionaire collega's, de dichtst bij neutrale waarnemers. Arnot verwees naar Msiri als "een grondige heer" en vestigde een werkrelatie met hem, met een zekere mate van wederzijds respect. Msiri gaf Arnot land om zijn eigen hut, een kleine kliniek, een kerk en een school te bouwen. Toen Arnot terugkeerde naar Londen, rekruteerde hij nog drie zendelingen om naar Msiri in Bunkeya te gaan.

### De rapporten van de Stairsexpeditie
Moloney, de arts van de Stairsexpeditie, schreef in zijn verslag bij de terugkeer naar Londen in 1892. De Britse publieke opinie begon de voorkeur te geven aan een meer ethische heerschappij in het Britse rijk, beïnvloed door de geschriften van mensen zoals David Livingstone. Moloney merkte op dat Msiri zijn verdedigers in Londen had. Koning Leopold moest de claim van zijn Onafhankelijke Congostaat op Katanga legitimeren onder het effectiviteitsbeginsel van de Berlijnse Conferentie, dus dat een rechtvaardiging voor de moord op Msiri vereist was. De rapporten van de Stairsexpeditie werden in Europa gebruikt om zelfverdediging te benadrukken als de reden voor zijn dood, in combinatie met de bewering dat hij een bloeddorstige tiran was. Moloney's citaat van Bodson's dramatische stervende woorden hielp in dit opzicht.
De vraag blijft of Msiri in dezelfde mate werd beschreven als een bloeddorstige tiran voordat hij werd gedood, toen zijn handtekening bij een verdrag ijverig werd berecht door de imperiale machten.